# クリストス・パパディミトリウ
クリストス・ハリラオス・パパディミトリウ (英語:Christos Harilaos Papadimitriou、 ギリシア語: Χρήστος Χαρίλαος Παπαδημητρίου、1949年8月16日 - )は、ギリシャ出身の理論計算機科学者、カリフォルニア大学バークレー校の計算機科学科教授である。

## 教育
国立アテネ工科大学に学び1972年に電気工学の学士を取得する。さらにプリンストン大学に進み、1974年に電気工学の修士号、電気工学およびコンピュータ科学科のPh.D.(博士号)を得る。

## 経歴
ハーバード、 MIT、 国立アテネ工科大学、 スタンフォード大学、UCSDで教鞭をとる。現在はカリフォルニア大学バークレイ校の電気工学及びコンピュータ科学科のレスター・ホーガン教授(Lester Hogan Professor)である。
2001年に ACMフェローになり、2002年にはクヌース賞を受賞した。複雑性理論、データベースの理論、組合せ最適化への貢献により米国工学アカデミー会員に選出されている。 2009年には米国科学アカデミーに選出されている。 国際会議ICALP2009ではパパディミトリウのコンピューター科学への貢献を讃えるイベントが行なわれた。 2012年には、Elias Koutsoupiasとともに無秩序の代償の概念を導入した共同研究に対してゲーデル賞を受賞している。
パパディミトリウは 計算複雑性理論の分野で最も広く使用されている教科書の一つComputational Complexityの著者である。 他にもSanjoy Dasguptaと Umesh Vaziraniと共に教科書 Algorithms (2006)、Apostolos Doxiadisと共に劇画(graphic novel) Logicomix (2009) などを著している。

## 受賞歴
- 2002年 - クヌース賞
- 2004年 - IEEE Computer Society Charles Babbage Award
- 2011年 - 国立アテネ工科大学より名誉博士号[11]
- 2012年 - ゲーデル賞
- 2013年 - スイス連邦工科大学ローザンヌ校（EPFL）より名誉博士号
- 2015年 - EATCS Award
- 2016年 - フォン・ノイマンメダル
- 2018年 - ハーヴェイ賞
- 2022年 - コンピュータパイオニア賞
- 2023年 - ジョン・フォン・ノイマン理論賞

## 著書・業績
- Elements of the Theory of Computation (Harry R. Lewisとの共著). Prentice-Hall, 1982; second edition September 1997.
- Combinatorial Optimization: Algorithms and Complexity (Kenneth Steiglitzとの共著).  Prentice-Hall, 1982; second edition, Dover, 1998.
- The Theory of Database Concurrency Control. CS Press, 1986.
- Computational Complexity. Addison Wesley, 1994.
- Turing (a Novel about Computation). MIT Press, November 2003.
- Life Sentence to Hackers? (ギリシャ語). Kastaniotis Editions, 2004. ギリシャの新聞 To Vimaへの寄稿を編纂したもの。
- Algorithms (Sanjoy DasguptaとUmesh Vaziraniとの共著). McGraw-Hill, September 2006
- Logicomix, An Epic Search for Truth ( Apostolos Doxiadisとの共著。作画はAlecos Papadatos及びAnnie di Donnaによる。) Bloomsbury Publishing and Bloomsbury USA, September 2009.
- マイクロソフトの創設者の一人ビル・ゲイツ との共著論文がある。[12]

## 私生活
2006年にカリフォルニア大学バークレー校で
教授と大学院生によるバンドLady X and The Positive Eigenvalues(レディXと正の固有値達)に参加している。